# Гладышев, Михаил Васильевич
Михаил Васильевич Гладышев (19.11.1914, с. Кинель-Черкассы Самарской губернии — 18.03.2005, г. Озерск) — российский инженер, учёный, хозяйственный деятель, лауреат Ленинской премии.
Окончил школу-семилетку и 2 курса овцеводческого техникума; со 2.1934 по 4.1935 г.г. — зоотехник Буртинской фермы совхоза «Овцевод» Белявского района Чкаловской области; с июня 1935 по январь 1936 г. — кладовщик цеха Плодвинсовхоза № 35, г. Ульяновск.
Окончил вечерний рабфак в Ульяновске и Горьковский индустриальный институт (1941), инженер-химик-технолог.
С 1941 по 1946 год служил в РККА. Участник Великой Отечественной войны.
В 1946—1950 гг. заместитель начальника лаборатории НИИ-9 (ВНИИНМ) (Москва). Участвовал в создании установки У-5 для отработки технологии извлечения плутония из облученного урана. Для доочистки плутониевого концентрата от осколочных элементов предложил и экспериментально обосновал использование дешёвого кальция вместо лантана.
В 1950—1987 гг. работал на Базе-10 (ПО «Маяк»): заместитель главного инженера, главный инженер радиохимического завода «Б», заместитель начальника проектной службы завода «Б», директор завода «ДБ» (дублер завода «Б»), директор завода № 235.
Кандидат технических наук.
Руководил работой по дезактивации территории, зданий и сооружений завода после аварии 1957 года.
При его участии была произведена замена осадительно-ацетатной технологии на экстракционно-сорбционную, в результате объём жидких среднеактивных отходов сократился в 5 раз, засоленность сбросов снизилась в 6 раз, высвободилась половина площадей.
С 15 января 1987 г. на пенсии.
Автор воспоминаний: Гладышев М. В. Плутоний для атомной бомбы. — 1992.
Лауреат Ленинской премии (1962), премии Совета Министров СССР (1985), изобретатель СССР. Награждён орденами Ленина (1949), Октябрьской Революции (1970), Трудового Красного Знамени (1962), Отечественной войны I степени (1985), Красной Звезды (1944), медалями. Почётный гражданин Озёрска (1995).